# Ischaemum koleostachys
Ischaemum koleostachys är en gräsart som först beskrevs av Ernst Gottlieb von Steudel, och fick sitt nu gällande namn av Eduard Hackel. Ischaemum koleostachys ingår i släktet Ischaemum och familjen gräs. Inga underarter finns listade i Catalogue of Life.